# Sendangsari (Batuwarno)
Sendangsari is een bestuurslaag in het regentschap Wonogiri van de provincie Midden-Java, Indonesië. Sendangsari telt 1510 inwoners (volkstelling 2010).